# Gertrude Jekyll
Gertrude Jekyll est une paysagiste anglaise née le 29 novembre 1843 à Londres et morte le 8 décembre 1932 à Busbridge, dans le Surrey. Elle est l'une des grandes jardinières de son temps et son influence sur l'art des jardins et du jardinage reste importante. 

## Biographie
Gertrude Jekyll naît en 1843 au 2, Grafton Street dans le quartier de Mayfair à Londres, dans une famille aisée. En 1848 sa famille quitte Londres pour Bramley House dans le Surrey. Gertrude Jekyll y rencontre des savants des ingénieurs, des artistes ou des hommes politiques, tels que Michael Faraday, Felix Mendelssohn, Gilbert Lewis. En 1861, elle entre à la South Kensington School of Art. La famille déménage en 1868 à Wargrave Hill dans le Berkshire mais revient en 1878 à Munstead Wood dans le Surrey.

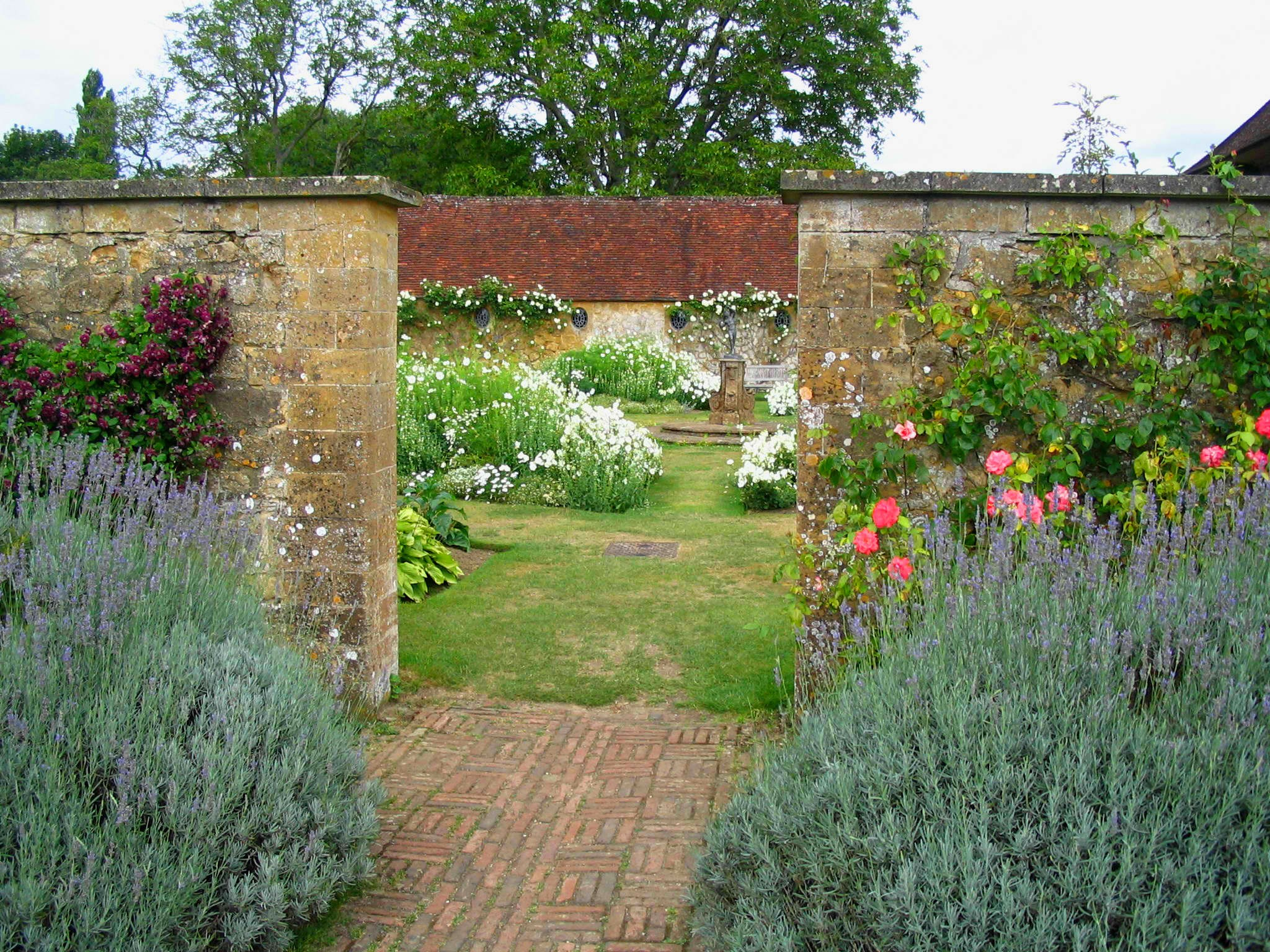
Jardin enclos de Barrington Court par Gertrude Jekyll.

Peintre et photographe, influencée par le mouvement Arts & Crafts, Gertrude Jekyll se consacre aux jardins et écrit sur le sujet. Ses recherches portent sur l'équilibre des couleurs : plates-bandes, mixed-borders, jardins boisés, plantes grimpantes et rosiers. Elle montre l'importance de la proportion, des textures et des senteurs dans les jardins.
Lorsque la Royal Horticultural Society crée en 1897 la médaille Victoria de l'honneur, décernée à 60 jardiniers britanniques, Gertrude Jekyll est l'une des deux femmes récompensées, avec Ellen Willmott.
Elle meurt à Munstead Wood en 1932, restée célibataire et sans enfant. Elle est enterrée au cimetière de l'église de Busbridge.

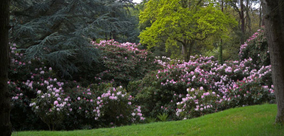
Les rhododendrons géants de l'Himalaya au bois des Moutiers.

## Réalisations

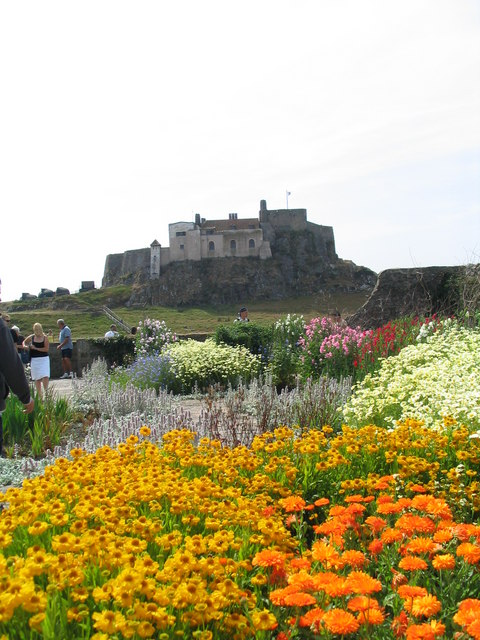
Jardins du château de Lindisfarne.

Son travail de paysagiste est connu par plus de deux mille plans réunis sous l'appellation de The Reef Point Collection par The School of Environmental Design de l'université de Californie, quatorze livres et plus d'un millier d'articles.
Sur plus de quatre cents jardins qu'elle a créés, seuls quelques-uns subsistent ou ont été restaurés,.
Elle travaille souvent à partir de 1889 avec l'architecte Edwin Lutyens, notamment pour le parc du bois des Moutiers à Varengeville-sur-Mer (Seine-Maritime).

## Publications
- Wood and Garden, Longmans, Green and Co., 1899, .
- Home and garden, Longmans, Green and Co., 1900 .
- avec  E. Mawley, Roses for English Gardens, London: Country Life, 1902 .
- Wall and water gardens (London: Country Life, 1902, .
- Lilies for English gardens, London: Country Life, 1903, .
- Some English gardens, avec G. S. Elgood (illustrateur), Longmans, Green & Co., 1904,
- Old West Surrey, Longmans, Green, and Co., 1904, .
- Colour Schemes for the Flower Garden, London: Country Life Ltd., 1908, .
- Annuals & Biennials], London: Country Life, 1916, .
- Children and gardens, London: Country Life, 1908, .
- avec Lawrence Weaver, Gardens for small country houses, London: Country Life, 1914, .

## Hommages et récompenses

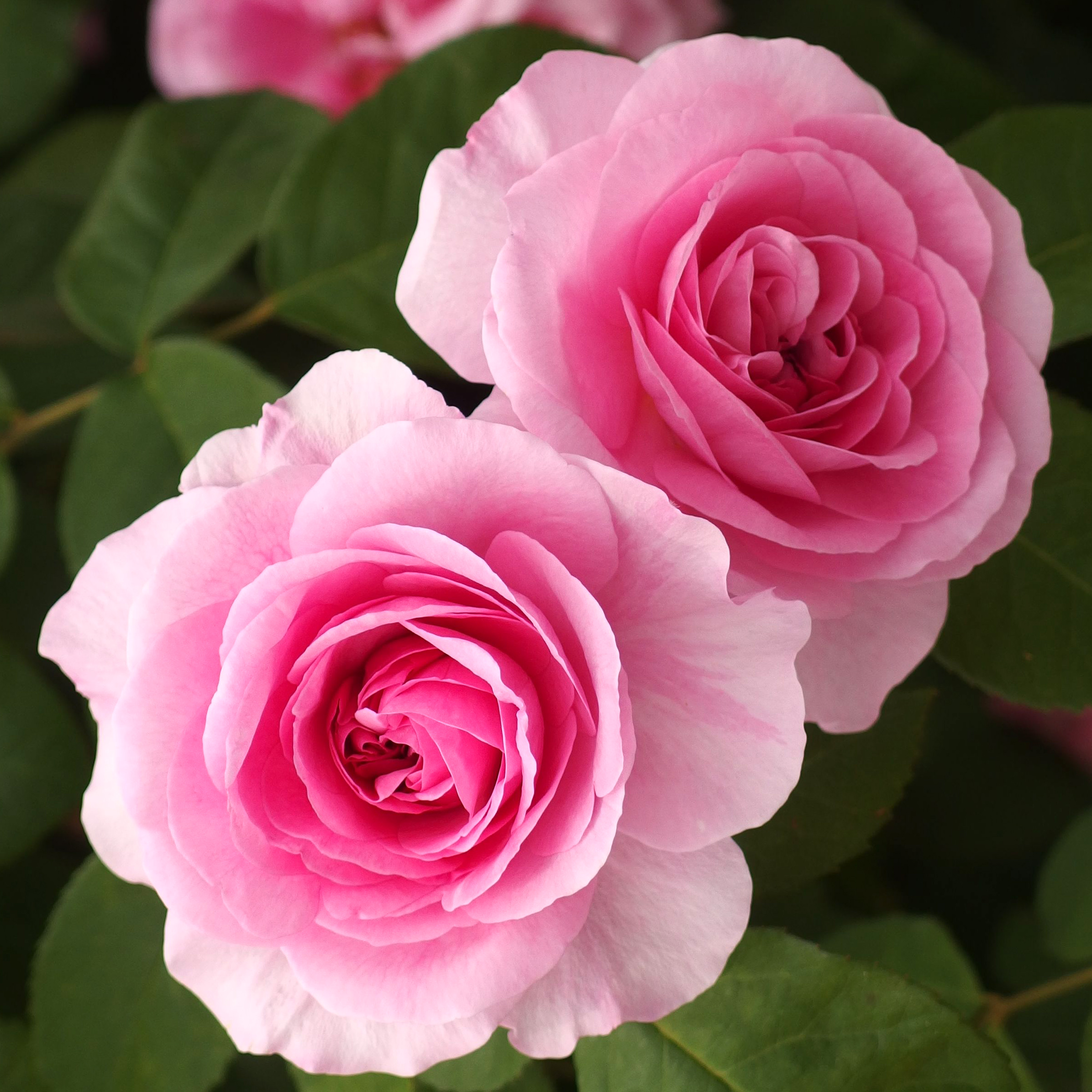
Roses 'Gertrude Jekyll'.

- 1897 : médaille Victoria de l'honneur de la Royal Horticultural Society
- 1929 : 
  - Médaille commémorative Veitch
  - George Robert White Medal of Honor de la Massachusetts Horticultural Society[3].
- 1986 : David Austin dédie sa rose  à « Gertrude Jekyll, architecte paysagère et écrivain ». C'est un arbuste de taille moyenne, robuste et très florifère à grosses fleurs rose foncé de type rosier ancien, aux feuilles vert très clair avec des folioles très espacées et au parfum de rose ancienne.
- 29 novembre 2017 : 174 ans après la naissance de Gertrude Jekyll, un Google Doodle lui rend hommage[7].